# Szpital MSWiA w Poznaniu

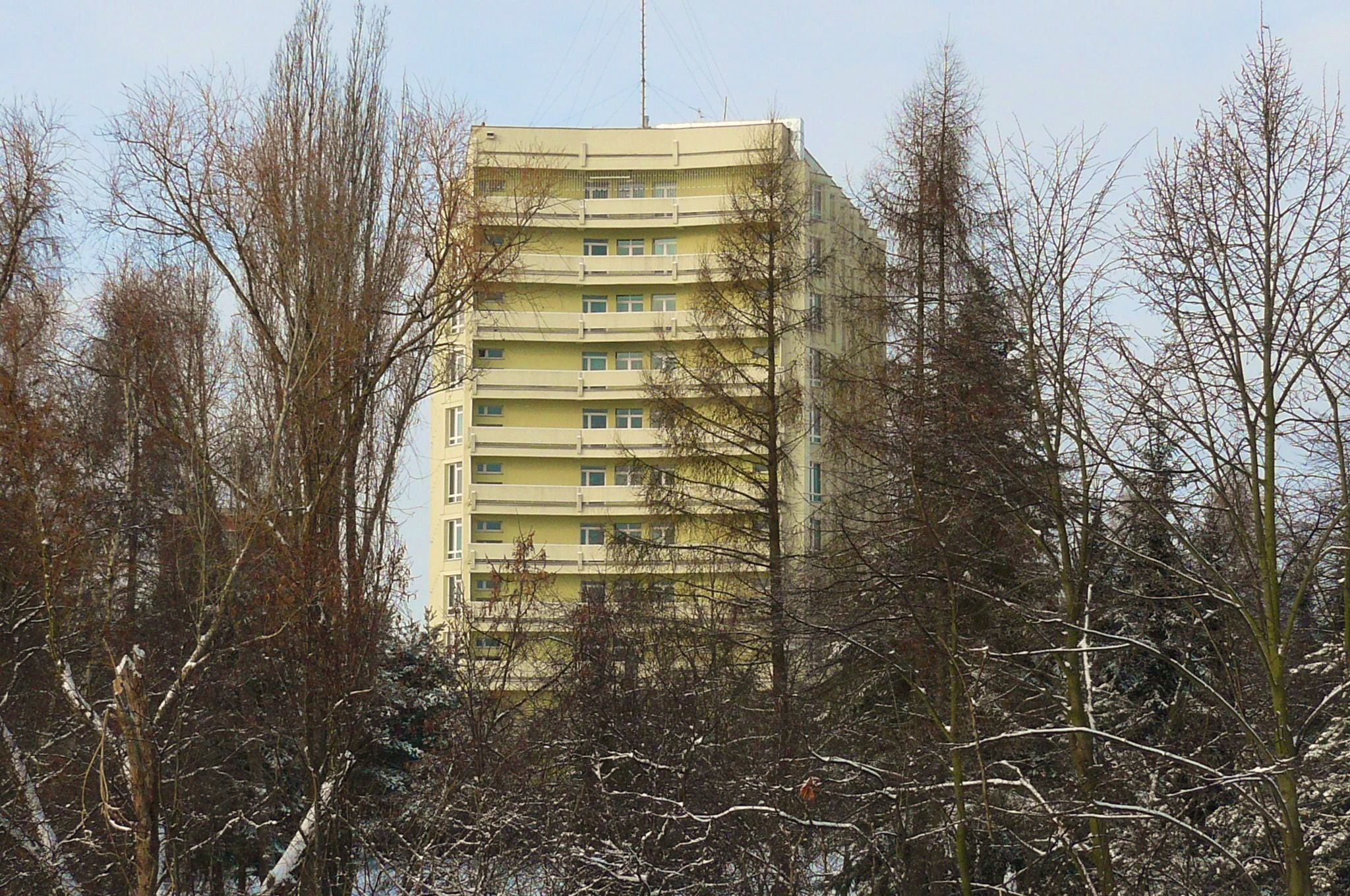
Fragment elewacji

Szpital Ministerstwa Spraw Wewnętrznych i Administracji w Poznaniu – modernistyczny kompleks szpitalny w formie punktowca, zlokalizowany w Poznaniu przy ul. Adama Wrzoska (adres: ul. Dojazd 34), na Winiarach.

## Historia i architektura
W końcu lat 60. XX wieku projektowano jedynie rozbudowę szpitala MO przy ul. Łąkowej. Henryk Marcinkowski zaproponował jednak budowę nowego obiektu od podstaw na terenach Winiar (ul. Dojazd) zarezerwowanych pod rozwój poznańskiego szpitalnictwa. Koncepcja, początkowo skrytykowana przez Komisję Oceny Projektów Inwestycyjnych Ministerstwa Spraw Wewnętrznych w Warszawie, została ostatecznie zaaprobowana 10 kwietnia 1968 przez gen. bryg. Ryszarda Dobieszaka. Obiekt wybudowano w latach 1972–1976 według projektu Henryka Marcinkowskiego (współpraca: Piotr Namysł, Tadeusz Biegański i Maria Waschko), jako owoc szerszej koncepcji rozwoju szpitalnictwa w Poznaniu z 1963 roku. Stanowi dobry przykład architektury szpitalnej. Zadbano o właściwe doświetlenie sal dla pacjentów, poprzez charakterystyczne, ząbkowane rozwiązanie elewacji. Szpital jest zaprojektowany bardzo lekko, z rzeźbiarskim podejściem do materii architektonicznej. W latach 90. XX wieku obiekt rozbudowano i zmodernizowano, m.in. dobudowano kaplicę, rozbudowano pracownię RTG, utworzono stację pogotowia ratunkowego i otwarto aptekę. Kaplica, otwarta w 1989, była pierwszą w Polsce uruchomioną w szpitalu dla służb mundurowych. W latach 2004–2005 ocieplono elewację i wymieniono stolarkę okienno-drzwiową.
Obiekt składa się z trzech części:
- blok operacyjny (czterokondygnacyjny),
- blok diagnostyczny (trzykondygnacyjny),
- blok pobytowy (jedenastokondygnacyjny, 290 łóżek).

Szpital otoczony jest rozległym parkiem z niewielkim amfiteatrem. Obok znajdują się nieco późniejsze bloki dla personelu. W sąsiedztwie znajduje się Wielkopolskie Centrum Pediatrii oraz (nieco dalej) Szpital Wojewódzki przy ul. Juraszów.

## Dojazd
Dojazd zapewniają autobusy linii 183 do pętli zajazdowej Wrzoska Szpitale (wcześniej: Szpital MSW). Dawniej kończyła tu bieg linia przyspieszona 401.